# Einband-Europameisterschaft 2019

Logo CEB (ausrichtender Verband)

Veranstaltungsort: Brandenburg / Havel

Die Einband-Europameisterschaft 2019 war das 63. Turnier in dieser Disziplin des Karambolagebillards und fand vom 30. April bis zum 1. Mai 2019 in Brandenburg an der Havel statt. Es war die 13. Einband-Europameisterschaft in Deutschland.

## Geschichte
Ab 2013 wird die Europameisterschaft nicht mehr als Einzelturnier veranstaltet, sondern bei einer Multi-Europameisterschaft bei der alle Disziplinen des Karambolsports ausgetragen werden. Diese Meisterschaft findet im zwei Jahresrhythmus statt.
Da Frédéric Caudron nicht an der Meisterschaft teilnahm, war der Ausgang sehr offen mit leichter Favoritenstellung von Jean Paul de Bruijn. Der verlor aber im Viertelfinale einem stark spielenden Johann Petit. Die Gunst der Stunde nutzte dann der Niederländer Dave Christiani und wurde neuer Europameister im Einband. Im Finale bezwang er den Belgier Eddy Leppens. Die dritten Plätze gingen an Frankreich. Xavier Gretillat und Sam van Etten schieden trotz guter Leistungen bereits in der Gruppenphase aus.

## Modus
Gespielt wurde in acht Gruppen à 3 Teilnehmer bis 100 Punkte. Die Gruppensieger qualifizierten sich für das Viertelfinale. Ab hier wurde bis 120 Punkte gespielt. Platz drei wurde nicht ausgespielt.
Die Qualifikationsgruppen wurden nach Rangliste gesetzt. Es gab außer dem Titelverteidiger keine gesetzten Spieler mehr für das Hauptturnier.
1. MP = Matchpunkte
2. GD = Generaldurchschnitt
3. HS = Höchstserie

## Gruppenphase
| MP    | Match Points (Sieger = 2; Unentschieden = 1; Verlierer = 0) |
| Pkte. | Erzielte Karambolagen                                       |
| Aufn. | Benötigte Versuche                                          |
| GD    | Generaldurchschnitt                                         |
| BED   | Bester Einzeldurchschnitt eines Spielers                    |
| HS    | Höchstserie                                                 |
|       | Bester GD des Turniers                                      |
|       | Bester ED des Turniers                                      |
|       | Beste HS des Turniers                                       |
|       | 1. Platz (Gold)                                             |
|       | 2. Platz (Silber)                                           |
|       | 3. Platz (Bronze)                                           |

| Abschlusstabelle Gruppe A | Abschlusstabelle Gruppe A | Abschlusstabelle Gruppe A | Abschlusstabelle Gruppe A | Abschlusstabelle Gruppe A | Abschlusstabelle Gruppe A | Abschlusstabelle Gruppe A | Abschlusstabelle Gruppe A |
| Platz                     | Name                      | MP                        | Pkt.                      | Aufn.                     | GD                        | BED                       | HS                        |
| ------------------------- | ------------------------- | ------------------------- | ------------------------- | ------------------------- | ------------------------- | ------------------------- | ------------------------- |
| 1                         | Jean Paul de Bruijn       | 4:0                       | 200                       | 12                        | 16,66                     | 33,33                     | 51                        |
| 2                         | Markus Dömer              | 2:2                       | 118                       | 23                        | 5,13                      | 5,00                      | 31                        |
| 3                         | Nikolaos Chatzipavlis     | 0:4                       | 92                        | 29                        | 3,17                      | –                         | 35                        |

| Abschlusstabelle Gruppe B | Abschlusstabelle Gruppe B | Abschlusstabelle Gruppe B | Abschlusstabelle Gruppe B | Abschlusstabelle Gruppe B | Abschlusstabelle Gruppe B | Abschlusstabelle Gruppe B | Abschlusstabelle Gruppe B |
| Platz                     | Name                      | MP                        | Pkt.                      | Aufn.                     | GD                        | BED                       | HS                        |
| ------------------------- | ------------------------- | ------------------------- | ------------------------- | ------------------------- | ------------------------- | ------------------------- | ------------------------- |
| 1                         | Dave Christiani           | 4:0                       | 200                       | 26                        | 7,69                      | 8,22                      | 21                        |
| 2                         | Xavier Gretillat          | 2:2                       | 179                       | 14                        | 12,78                     | 50,00                     | 57                        |
| 3                         | Jean-François Florent     | 0:4                       | 59                        | 16                        | 3,68                      | –                         | 14                        |

| Abschlusstabelle Gruppe C | Abschlusstabelle Gruppe C | Abschlusstabelle Gruppe C | Abschlusstabelle Gruppe C | Abschlusstabelle Gruppe C | Abschlusstabelle Gruppe C | Abschlusstabelle Gruppe C | Abschlusstabelle Gruppe C |
| Platz                     | Name                      | MP                        | Pkt.                      | Aufn.                     | GD                        | BED                       | HS                        |
| ------------------------- | ------------------------- | ------------------------- | ------------------------- | ------------------------- | ------------------------- | ------------------------- | ------------------------- |
| 1                         | Alain Rémond              | 4:0                       | 200                       | 22                        | 9,09                      | 10,00                     | 35                        |
| 2                         | Michel van Silfhout       | 2:2                       | 125                       | 22                        | 5,68                      | 10,00                     | 42                        |
| 3                         | Adam Baca                 | 0:4                       | 70                        | 20                        | 3,50                      | –                         | 12                        |

| Abschlusstabelle Gruppe D | Abschlusstabelle Gruppe D | Abschlusstabelle Gruppe D | Abschlusstabelle Gruppe D | Abschlusstabelle Gruppe D | Abschlusstabelle Gruppe D | Abschlusstabelle Gruppe D | Abschlusstabelle Gruppe D |
| Platz                     | Name                      | MP                        | Pkt.                      | Aufn.                     | GD                        | BED                       | HS                        |
| ------------------------- | ------------------------- | ------------------------- | ------------------------- | ------------------------- | ------------------------- | ------------------------- | ------------------------- |
| 1                         | Eddy Leppens              | 4:0                       | 200                       | 25                        | 8,00                      | 9,09                      | 37                        |
| 2                         | Sam van Etten             | 2:2                       | 180                       | 16                        | 12,50                     | 50,00                     | 100                       |
| 3                         | Bernard Baudoin           | 0:4                       | 108                       | 13                        | 8,30                      | –                         | 33                        |

| Abschlusstabelle Gruppe E | Abschlusstabelle Gruppe E | Abschlusstabelle Gruppe E | Abschlusstabelle Gruppe E | Abschlusstabelle Gruppe E | Abschlusstabelle Gruppe E | Abschlusstabelle Gruppe E | Abschlusstabelle Gruppe E |
| Platz                     | Name                      | MP                        | Pkt.                      | Aufn.                     | GD                        | BED                       | HS                        |
| ------------------------- | ------------------------- | ------------------------- | ------------------------- | ------------------------- | ------------------------- | ------------------------- | ------------------------- |
| 1                         | Johann Petit              | 2:2                       | 185                       | 21                        | 8,80                      | 16,66                     | 35                        |
| 2                         | Sven Daske                | 2:2                       | 114                       | 19                        | 6,00                      | 7,69                      | 32                        |
| 3                         | Raúl Cuenca               | 2:2                       | 162                       | 28                        | 5,78                      | 6,66                      | 26                        |

| Abschlusstabelle Gruppe F | Abschlusstabelle Gruppe F | Abschlusstabelle Gruppe F | Abschlusstabelle Gruppe F | Abschlusstabelle Gruppe F | Abschlusstabelle Gruppe F | Abschlusstabelle Gruppe F | Abschlusstabelle Gruppe F |
| Platz                     | Name                      | MP                        | Pkt.                      | Aufn.                     | GD                        | BED                       | HS                        |
| ------------------------- | ------------------------- | ------------------------- | ------------------------- | ------------------------- | ------------------------- | ------------------------- | ------------------------- |
| 1                         | Marek Faus                | 4:0                       | 200                       | 20                        | 10,00                     | 16,66                     | 50                        |
| 2                         | Esteve Mata               | 2:2                       | 162                       | 27                        | 6,00                      | 7,69                      | 23                        |
| 3                         | Grégory le Deventec       | 0:4                       | 97                        | 17                        | 5,10                      | –                         | 19                        |

| Abschlusstabelle Gruppe G | Abschlusstabelle Gruppe G | Abschlusstabelle Gruppe G | Abschlusstabelle Gruppe G | Abschlusstabelle Gruppe G | Abschlusstabelle Gruppe G | Abschlusstabelle Gruppe G | Abschlusstabelle Gruppe G |
| Platz                     | Name                      | MP                        | Pkt.                      | Aufn.                     | GD                        | BED                       | HS                        |
| ------------------------- | ------------------------- | ------------------------- | ------------------------- | ------------------------- | ------------------------- | ------------------------- | ------------------------- |
| 1                         | Willy Gerimont            | 4:0                       | 200                       | 58                        | 3,34                      | 5,26                      | 30                        |
| 2                         | Nicolas Gerassimopoulos   | 2:2                       | 155                       | 36                        | 4,30                      | 5,88                      | 29                        |
| 3                         | Peter Varga               | 0:4                       | 118                       | 56                        | 1,92                      | –                         | 13                        |

| Abschlusstabelle Gruppe H | Abschlusstabelle Gruppe H | Abschlusstabelle Gruppe H | Abschlusstabelle Gruppe H | Abschlusstabelle Gruppe H | Abschlusstabelle Gruppe H | Abschlusstabelle Gruppe H | Abschlusstabelle Gruppe H |
| Platz                     | Name                      | MP                        | Pkt.                      | Aufn.                     | GD                        | BED                       | HS                        |
| ------------------------- | ------------------------- | ------------------------- | ------------------------- | ------------------------- | ------------------------- | ------------------------- | ------------------------- |
| 1                         | Arnim Kahofer             | 4:0                       | 200                       | 20                        | 10,00                     | 16,66                     | 44                        |
| 2                         | Raymund Swertz            | 2:2                       | 150                       | 25                        | 6,00                      | 5,26                      | 37                        |
| 3                         | Carlos Marques            | 0:4                       | 63                        | 33                        | 1,90                      | –                         | 11                        |

## KO-Phase
|  | Viertelfinale Spiel bis 120 Punkte | Viertelfinale Spiel bis 120 Punkte | Viertelfinale Spiel bis 120 Punkte | Viertelfinale Spiel bis 120 Punkte | Viertelfinale Spiel bis 120 Punkte | Viertelfinale Spiel bis 120 Punkte |                 |                 | Halbfinale Spiel bis 120 Punkte | Halbfinale Spiel bis 120 Punkte | Halbfinale Spiel bis 120 Punkte | Halbfinale Spiel bis 120 Punkte | Halbfinale Spiel bis 120 Punkte | Halbfinale Spiel bis 120 Punkte |      |       | Finale Spiel bis 120 Punkte | Finale Spiel bis 120 Punkte | Finale Spiel bis 120 Punkte | Finale Spiel bis 120 Punkte | Finale Spiel bis 120 Punkte | Finale Spiel bis 120 Punkte |
|  |                                    |                                    |                                    |                                    |                                    |                                    |                 |                 |                                 |                                 |                                 |                                 |                                 |                                 |      |       |                             |                             |                             |                             |                             |                             |
|  |                                    | MP                                 | Pkt.                               | Aufn.                              | GD                                 | HS                                 |                 |                 |                                 |                                 |                                 |                                 |                                 |                                 |      |       |                             |                             |                             |                             |                             |                             |
|  |                                    | MP                                 | Pkt.                               | Aufn.                              | GD                                 | HS                                 |                 |                 |                                 |                                 |                                 |                                 |                                 |                                 |      |       |                             |                             |                             |                             |                             |                             |
|  | Jean Paul de Bruijn                | 0                                  | 34                                 | 2                                  | 17,00                              | 20                                 |                 |                 |                                 |                                 |                                 |                                 |                                 |                                 |      |       |                             |                             |                             |                             |                             |                             |
|  | Jean Paul de Bruijn                | 0                                  | 34                                 | 2                                  | 17,00                              | 20                                 |                 | MP              | Pkt.                            | Aufn.                           | GD                              | HS                              |                                 |                                 |      |       |                             |                             |                             |                             |                             |                             |
|  | Johann Petit                       | 2                                  | 120                                | 2                                  | 60,00                              | 82                                 |                 | MP              | Pkt.                            | Aufn.                           | GD                              | HS                              |                                 |                                 |      |       |                             |                             |                             |                             |                             |                             |
|  | Johann Petit                       | 2                                  | 120                                | 2                                  | 60,00                              | 82                                 | Johann Petit    | 0               | 16                              | 3                               | 5,33                            | 12                              |                                 |                                 |      |       |                             |                             |                             |                             |                             |                             |
|  |                                    | MP                                 | Pkt.                               | Aufn.                              | GD                                 | HS                                 | Johann Petit    | 0               | 16                              | 3                               | 5,33                            | 12                              |                                 |                                 |      |       |                             |                             |                             |                             |                             |                             |
|  |                                    | MP                                 | Pkt.                               | Aufn.                              | GD                                 | HS                                 |                 | Eddy Leppens    | 2                               | 120                             | 3                               | 40,00                           | 60                              |                                 |      |       |                             |                             |                             |                             |                             |                             |
|  | Alain Rémond                       | 0                                  | 75                                 | 16                                 | 4,68                               | 25                                 |                 | Eddy Leppens    | 2                               | 120                             | 3                               | 40,00                           | 60                              |                                 |      |       |                             |                             |                             |                             |                             |                             |
|  | Alain Rémond                       | 0                                  | 75                                 | 16                                 | 4,68                               | 25                                 |                 |                 |                                 |                                 |                                 |                                 |                                 | MP                              | Pkt. | Aufn. | GD                          | HS                          |                             |                             |                             |                             |
|  | Eddy Leppens                       | 2                                  | 120                                | 16                                 | 7,50                               | 30                                 |                 |                 |                                 |                                 |                                 |                                 |                                 | MP                              | Pkt. | Aufn. | GD                          | HS                          |                             |                             |                             |                             |
|  | Eddy Leppens                       | 2                                  | 120                                | 16                                 | 7,50                               | 30                                 | Eddy Leppens    | 0               | 111                             | 21                              | 5,28                            | 20                              |                                 |                                 |      |       |                             |                             |                             |                             |                             |                             |
|  |                                    | MP                                 | Pkt.                               | Aufn.                              | GD                                 | HS                                 | Eddy Leppens    | 0               | 111                             | 21                              | 5,28                            | 20                              |                                 |                                 |      |       |                             |                             |                             |                             |                             |                             |
|  |                                    | MP                                 | Pkt.                               | Aufn.                              | GD                                 | HS                                 |                 | Dave Christiani | 2                               | 120                             | 21                              | 5,71                            | 27                              |                                 |      |       |                             |                             |                             |                             |                             |                             |
|  | Arnim Kahofer                      | 0                                  | 69                                 | 13                                 | 5,30                               | 45                                 |                 | Dave Christiani | 2                               | 120                             | 21                              | 5,71                            | 27                              |                                 |      |       |                             |                             |                             |                             |                             |                             |
|  | Arnim Kahofer                      | 0                                  | 69                                 | 13                                 | 5,30                               | 45                                 |                 | MP              | Pkt.                            | Aufn.                           | GD                              | HS                              |                                 |                                 |      |       |                             |                             |                             |                             |                             |                             |
|  | Dave Christiani                    | 2                                  | 120                                | 13                                 | 9,23                               | 32                                 |                 | MP              | Pkt.                            | Aufn.                           | GD                              | HS                              |                                 |                                 |      |       |                             |                             |                             |                             |                             |                             |
|  | Dave Christiani                    | 2                                  | 120                                | 13                                 | 9,23                               | 32                                 | Dave Christiani | 2               | 120                             | 10                              | 12,00                           | 31                              |                                 |                                 |      |       |                             |                             |                             |                             |                             |                             |
|  |                                    | MP                                 | Pkt.                               | Aufn.                              | GD                                 | HS                                 | Dave Christiani | 2               | 120                             | 10                              | 12,00                           | 31                              |                                 |                                 |      |       |                             |                             |                             |                             |                             |                             |
|  |                                    | MP                                 | Pkt.                               | Aufn.                              | GD                                 | HS                                 |                 | Willy Gerimont  | 0                               | 64                              | 10                              | 6,40                            | 20                              |                                 |      |       |                             |                             |                             |                             |                             |                             |
|  | Marek Faus                         | 0                                  | 108                                | 23                                 | 4,69                               | 24                                 |                 | Willy Gerimont  | 0                               | 64                              | 10                              | 6,40                            | 20                              |                                 |      |       |                             |                             |                             |                             |                             |                             |
|  | Marek Faus                         | 0                                  | 108                                | 23                                 | 4,69                               | 24                                 |                 |                 |                                 |                                 |                                 |                                 |                                 |                                 |      |       |                             |                             |                             |                             |                             |                             |
|  | Willy Gerimont                     | 2                                  | 120                                | 23                                 | 5,21                               | 33                                 |                 |                 |                                 |                                 |                                 |                                 |                                 |                                 |      |       |                             |                             |                             |                             |                             |                             |
|  | Willy Gerimont                     | 2                                  | 120                                | 23                                 | 5,21                               | 33                                 |                 |                 |                                 |                                 |                                 |                                 |                                 |                                 |      |       |                             |                             |                             |                             |                             |                             |

## Abschlusstabelle
| MP    | Match Points (Sieger = 2; Unentschieden = 1; Verlierer = 0) |
| Pkte. | Erzielte Karambolagen                                       |
| Aufn. | Benötigte Versuche                                          |
| GD    | Generaldurchschnitt                                         |
| BED   | Bester Einzeldurchschnitt eines Spielers                    |
| HS    | Höchstserie                                                 |
|       | Bester GD des Turniers                                      |
|       | Bester ED des Turniers                                      |
|       | Beste HS des Turniers                                       |
|       | 1. Platz (Gold)                                             |
|       | 2. Platz (Silber)                                           |
|       | 3. Platz (Bronze)                                           |

| Phase                     | Platz | Name                    | MP   | Pkt. | Aufn. | GD    | BED   | HS  |
| ------------------------- | ----- | ----------------------- | ---- | ---- | ----- | ----- | ----- | --- |
| Finale                    | 1     | Dave Christiani         | 10:0 | 560  | 70    | 8,00  | 12,00 | 32  |
| Finale                    | 2     | Eddy Leppens            | 8:2  | 551  | 65    | 8,47  | 40,00 | 60  |
| Halb- finale              | 3     | Willy Gerimont          | 6:2  | 384  | 91    | 4,21  | 5,26  | 33  |
| Halb- finale              | 3     | Johann Petit            | 4:4  | 321  | 26    | 12,34 | 60,00 | 82  |
| Viertel- finale           | 5     | Jean Paul de Bruijn     | 4:2  | 234  | 14    | 16,71 | 33,33 | 51  |
| Viertel- finale           | 6     | Arnim Kahofer           | 4:2  | 269  | 33    | 8,15  | 16,66 | 45  |
| Viertel- finale           | 7     | Marek Faus              | 4:2  | 308  | 43    | 7,16  | 16,66 | 50  |
| Viertel- finale           | 8     | Alain Rémond            | 4:2  | 275  | 38    | 7,23  | 10,00 | 35  |
| Gruppen- phase            | 9     | Xavier Gretillat        | 2:2  | 179  | 14    | 12,78 | 50,00 | 57  |
| Gruppen- phase            | 10    | Sam van Etten           | 2:2  | 180  | 16    | 12,50 | 50,00 | 100 |
| Gruppen- phase            | 11    | Sven Daske              | 2:2  | 114  | 19    | 6,00  | 7,69  | 32  |
| Gruppen- phase            | 12    | Esteve Mata             | 2:2  | 162  | 27    | 6,00  | 7,69  | 23  |
| Gruppen- phase            | 13    | Raymund Swertz          | 2:2  | 150  | 25    | 6,00  | 5,26  | 37  |
| Gruppen- phase            | 14    | Michel van Silfhout     | 2:2  | 125  | 22    | 5,68  | 10,00 | 42  |
| Gruppen- phase            | 15    | Markus Dömer            | 2:2  | 118  | 23    | 5,13  | 5,00  | 31  |
| Gruppen- phase            | 16    | Nicolas Gerassimopoulos | 2:2  | 155  | 36    | 4,30  | 5,88  | 29  |
| Gruppen- phase            | 17    | Raúl Cuenca             | 2:2  | 162  | 28    | 5,78  | 6,66  | 26  |
| Gruppen- phase            | 18    | Bernard Baudoin         | 0:4  | 108  | 13    | 8,30  | –     | 33  |
| Gruppen- phase            | 19    | Grégory le Deventec     | 0:4  | 97   | 17    | 5,10  | –     | 19  |
| Gruppen- phase            | 20    | Jean-François Florent   | 0:4  | 59   | 16    | 3,68  | –     | 14  |
| Gruppen- phase            | 21    | Adam Baca               | 0:4  | 70   | 20    | 3,50  | –     | 12  |
| Gruppen- phase            | 22    | Nikolaos Chatzipavlis   | 0:4  | 92   | 29    | 3,17  | –     | 35  |
| Gruppen- phase            | 23    | Peter Varga             | 0:4  | 118  | 56    | 1,92  | –     | 13  |
| Gruppen- phase            | 24    | Carlos Marques          | 0:4  | 63   | 33    | 1,90  | –     | 11  |
| Turnierdurchschnitt: 6,32 |       |                         |      |      |       |       |       |     |